# Szophilosz (komédiaköltő)
Szophilosz (Kr. e. 340 körül) görög komédiaköltő
Életéről mindössze annyit tudunk, hogy Sziküónban élt és működött, az attikai újkomédia műfaját művelte. Korabeli források mintegy tucatnyi komédiájának címét sorolják fel, ezek néhány töredék kivételével elvesztek.[forrás?]